# Lista de filmes estrangeiros locados no Brasil
Essa é uma lista com os filmes estrangeiros em que o Brasil é uma locação real ou ficcional.
- Para ver a lista de filmes brasileiros veja Anexo:Lista de filmes brasileiros

## A
- Amanhecer
- A Missão
- Anaconda

## B
- Bem-vindo à selva

## D
- Dá-lhe Duro, Trinity![1]
- Delta Force 2: The Colombian Connection
- Dhoom 2
- Dukonocos 2
- Duelo de Campeões

## E
- Ensaio sobre a cegueira
- Esporte Sangrento

## H
- O Homem do Rio
- Hotel Transylvania: Transformania

## I
- Indiana Jones e o Reino da Caveira de Cristal
- O Incrível Hulk

## M
- Moonraker
- O Monstro da Lagoa Negra[2]
- Os Mercenários

## R
- Rio (filme)
- Rio 2

## S
- Saludos Amigos
- Snake Man

## T
- The Boys from Brazil
- The Emerald Forest
- The Three Caballeros
- Turistas

## V
- Velozes e Furiosos 5

## W
- Woman on Top